# Игнат, Юрий Робертович
Юрий Робертович Игнат (укр. Юрій Робертович Ігнат; род. 23 декабря 1977) — украинский военный, полковник Вооружённых сил Украины. Начальник службы связи с общественностью командования Воздушных сил ВСУ (2018—2024), начальник управления коммуникаций командования Воздушных сил ВСУ (с 2025).

## Биография
Окончил Львовский военный институт при Национальном университете «Львовская политехника» по специальности «военная журналистика».
В 1999 году начал службу в новом военном издании — газете «Крила України» (в переводе с укр. — «Крылья Украины»). Шесть месяцев провёл в командировке в Африке. Позднее работал начальником отдела центрального печатного органа Министерства обороны Украины «Народна армія» (с укр. — «Народная армия»).
В 2018 году возглавил пресс-службу командования Воздушных сил Вооруженных сил Украины. Уволен с должности 16 марта 2024 года, его преемником стал Илья Евлаш.
С осени 2024 года исполнял обязанности начальника созданного летом управления коммуникаций командования Воздушных сил ВСУ; 24 декабря официально назначен на эту должность.

## Личная жизнь
Отец Роберт Игнат работал журналистом в изданиях «Молода Галичина» (в переводе с укр. — «Молодая Галичина») и «За вільну Україну» (с укр. — «За свободную Украину»). Дед Юрий Игнат воевал в рядах национально-освободительного движения Украины, похоронен на Лычаковском кладбище.

## Награды
- Орден Данилы Галицкого (27 мая 2022) — за личное мужество и самоотверженные действия, проявленные в защите государственного суверенитета и территориальной целостности Украины, верность военной присяге[8].